# Micromus morosus
Micromus morosus là một loài côn trùng trong họ Hemerobiidae thuộc bộ Neuroptera. Loài này được Gerstaecker miêu tả năm 1894.